# Леон, Карлос Аугусто
Карлос Аугусто Леон (исп. Carlos Augusto León; 20 октября 1914, Каракас — 1997) — венесуэльский поэт, публицист, историк, учёный, общественный и политический деятель.

## Биография
В 1936 году он закончил физико-математический факультет Центрального университета Венесуэлы. Затем он также получил степень по истории и географии в Национальном педагогическом институте и преподавал более 5 лет в лицее имени Андреса Белло в Каракасе. В последние двадцать лет своей трудовой жизни он работал преподавателем современной литературы в Центральном университете Венесуэлы, в котором он также занимал должность директора отдела публикаций.
Другую часть своей жизни Аугусто Леон посвятил поэзии и политике — в каждой из этих сфер он обращался к защите простых людей и обездоленных социальных групп. Принимал участие в студенческом революционном движении. Сотрудничал в коммунистической прессе, был редактором газеты ¡Aquí Está!. Во время диктатуры генерала Маркоса Переса Хименеса был заключён в тюрьму и затем выслан из страны. В эмиграции (преимущественно в Мексике) провёл 1937—1939 и 1953—1958 годы. Использовал время в изгнании для распространения своего политическое послания и поэтического слова по многим латиноамериканским и европейским странам. В 1953 году он отправился в СССР, где стал членом Всемирного совета мира и был удостоен Золотой медали Мира. После падения диктатуры он вернулся в Венесуэлу и занимал заметные политические посты, такие как депутат городского совета Каракаса, а затем сенатор Национального конгресса.
Печататься начал с 1930 года. В своём первом сборнике стихов «Живые шаги» (1940) изобразил освободительную борьбу народов Латинской Америки, а также защиту Испанской республики в годы гражданской войны 1936—1939. Социальная направленность свойственна его книгам «С жизнью наедине» (1948; Национальная премия), «Три поэмы» (1951; Золотая медаль Мира, 1952) и т. д. Его политическая ангажированность проступает в поэмах «Песня моей страны в эту войну» (1944) и «Я Ленина пою» (1957), публицистических книгах «Москва — город человека» (1949) и «Человек и звезда» (1965). Интимная лирика преобладает в его позднейших сборниках «Души моей нутро» (1968), «Тракт о воспоминании и забвении» (1969), «Всегда любовь» (1970). Награждён Золотой медалью Мира (1952). Его произведения переводились в Советском Союзе (на русский и украинский языки).

## Литературные награды
- Национальная премия по литературе (1949) за его стихотворение «С жизнью наедине» (Solas con la vida).
- Муниципальная премия за прозу (1946) за сочинение Las piedras mágicas, посвящённое жизни и творчеству венесуэльского писателя Хосе Антонио Рамоса Сукре.

## Произведения
- Los pasos vivientes (México: Ed. Morelos, 1940)
- Canto de mi país en esta guerra (Caracas: Ed. Suma, 1944)
- Homenaje a Jorge Manrique (Caracas: Ed. Bolívar, 1947)
- Los nombres de la vida (Caracas: Ed. Séneca, 1947)
- La niña de la calavera y otros poemas (Caracas: Litografía del Comercio, 1948)
- A solas con la vida (Caracas: Ed. Ávila Gráfica, 1948)
- Canto a Corea (Caracas: Tipografía Vargas, 1949)
- Canto de paz (Caracas: Ed. Ávila Gráfica, 1950)
- Tres poemas (Caracas: Tipografía Vargas, 1951)
- Poesías (México: Ed. Beatriz de Silva, 1954)
- Solamente el alba (Caracas: Universidad Central de Venezuela, Dirección de Cultura, 1973)
- Una gota de agua (Caracas: Imprenta Universitaria, 1974)
- Los dísticos profundos (Caracas: Ediciones de la Presidencia de la República, 1984)
- Juegos del yo (1989)

## Перевод на русский
- Леон К. А., Избранное / Перевод с испанского. — М.: Иностранная литература, 1959. — 204 с. (Серия: Современная зарубежная поэзия)